# IRB Nations Cup 2013
La IRB Nations Cup 2013 fu l'8ª edizione della Nations Cup, competizione internazionale organizzata dall'International Rugby Board al fine di favorire la crescita delle federazioni di secondo livello tramite l'incontro con le nazionali "A" di quelle di primo livello.
Si svolse tra l'8 e il 16 giugno 2013 a Bucarest fra quattro squadre: le rappresentative A di Argentina e Italia (Italia Emergenti e Argentina Jaguares) e le nazionali maggiori di Romania (Paese organizzatore) e Russia.
Fu la settima di dieci edizioni consecutive a tenersi in Romania, la cui squadra vinse il titolo per la seconda volta a seguire.
L'edizione segnò anche il ritorno al formato a 4 squadre dopo sei tornei consecutivi disputati da 6 concorrenti.

## Formula
Le quattro squadre si incontrarono in un girone unico all'italiana in cui ciascuna incontrò le altre tre.
La classifica finale fu stilata secondo le regole di punteggio dell'emisfero sud, quindi 4 punti per la vittoria, 2 per il pareggio, 0 per la sconfitta più gli eventuali bonus per quattro mete realizzate e/o la sconfitta con sette o meno punti di scarto.

## Squadre partecipanti
- Argentina A (Argentina Jaguares)
- Italia Emergenti
- Romania
- Russia

## Risultati

### 1ª giornata
| Arbitro: | Joaquín Montes |

|                                 |      |                         |
| Matei 21’ Fercu 24’ Macovei 42’ | mt   | 4’ Kurašov 17’ Kušnarëv |
| Vlaicu 21’, 24’, 42’            | tr   | 4’, 17’ Kušnarëv        |
| Vlaicu 13’, 53’, 78’            | c.p. | 38’, 51’ Kušnarëv       |

| Arbitro: | Neil Paterson |

|               |      |                         |
|               | mt   | 10’, 20’ Ruffolo        |
|               | tr   | 10’, 20’ Ambrosini      |
| Poet 12’, 40’ | c.p. | 38’, 48’, 80’ Ambrosini |
|               | drop | 15’ Ambrosini           |

### 2ª giornata
| Arbitro: | Claudio Blessano |

|                                     |      |             |
| Popârlan 40’ Macovei 53’ Vlaicu 80’ | mt   | 79’ Isaack  |
| Vlaicu 40’, 53’, 80’                | tr   |             |
| Vlaicu 5’, 20’, 59’                 | c.p. | 16’ Taboada |

| Arbitro: | Neil Paterson |

|                            |      |                               |
| Sugrobov 75’               | mt   | 38’ Castagnoli 79’ Ragusi     |
| Kušnarëv 75’               | tr   | 38’ Ragusi                    |
| Kušnarëv 4’, 15’, 27’, 35’ | c.p. | 6’, 24’, 36’, 42’, 62’ Ragusi |

### 3ª giornata
| Arbitro: | Claudio Blessano |

|                                        |      |                        |
| Villaluenga 8’ Cappiello 36’ Bruno 76’ | mt   | 23’ Kotov 72’ Sugrobov |
| Poet 8’, 36’ Díaz Bonilla 76’          | tr   | 23’, 72’ Kušnarëv      |
| Poet 31’ Díaz Bonilla 60’, 63’         | c.p. | 52’ Kušnarëv           |

| Arbitro: | Joaquín Montes |

|                           |      |                    |
| Fercu 23’, 78’            | mt   | 28’ Pratichetti    |
| Vlaicu 23’, 78’           | tr   | 28’ Ambrosini      |
| Vlaicu 27’, 35’, 52’, 71’ | c.p. | 18’, 32’ Ambrosini |

## Classifica
|  | Squadre          | G | V | N | P | PF | PS | P±  | B | PT |
|  | ---------------- | - | - | - | - | -- | -- | --- | - | -- |
|  | Romania          | 3 | 3 | 0 | 0 | 86 | 41 | +45 | 0 | 12 |
|  | Italia Emergenti | 3 | 2 | 0 | 1 | 66 | 51 | +15 | 0 | 8  |
|  | Argentina A      | 3 | 1 | 0 | 2 | 44 | 73 | -29 | 0 | 4  |
|  | Russia           | 3 | 0 | 0 | 3 | 56 | 87 | -31 | 0 | 0  |